# Рапа Нуи (филм)
„Рапа Нуи“ (на английски: Rapa Nui) е американски игрален филм (историческа драма) от 1994 година на режисьора Кевин Рейнолдс по негов сценарий и на Тим Рос Прайс. Продуцент на филма е Кевин Костнър. Филмът излиза на екран на 9 септември 1994 г. в САЩ.

## Сюжет
Следващ късните легенди за Великденския остров (известен с множеството си каменни статуи, наречени моаи), сюжетът разказва за сблъсъка между двете племена на острова - „дългоухите“ и „късоухите“. Войн от управляващото племе на „дългоухите“ се влюбва в момиче от подчиненото племе на „късоухите“ и трябва да направи своя избор в тежките времена на размирици. Ресурсите на малкия остров са пред изчерпване и управляващото племе изисква от своите подчинени „късоухи“ да строят все повече статуи моаи, за да измолят милостта на боговете.